# Каштел Стари
Каштел Стари је насељено место у саставу града Каштела, Сплитско-далматинска жупанија, Република Хрватска.

## Историја
До територијалне реорганизације у Хрватској налазио се у саставу старе општине Каштела.

## Становништво
На попису становништва 2011. године, Каштел Стари је имао 7.052 становника.
| Број становника по пописима | Број становника по пописима | Број становника по пописима | Број становника по пописима | Број становника по пописима | Број становника по пописима | Број становника по пописима | Број становника по пописима | Број становника по пописима | Број становника по пописима | Број становника по пописима | Број становника по пописима | Број становника по пописима | Број становника по пописима | Број становника по пописима | Број становника по пописима |
| --------------------------- | --------------------------- | --------------------------- | --------------------------- | --------------------------- | --------------------------- | --------------------------- | --------------------------- | --------------------------- | --------------------------- | --------------------------- | --------------------------- | --------------------------- | --------------------------- | --------------------------- | --------------------------- |
| 1857                        | 1869                        | 1880                        | 1890                        | 1900                        | 1910                        | 1921                        | 1931                        | 1948                        | 1953                        | 1961                        | 1971                        | 1981                        | 1991                        | 2001                        | 2011                        |
| 761                         | 863                         | 905                         | 944                         | 1.065                       | 1.132                       | 1.289                       | 1.289                       | 1.526                       | 1.700                       | 1.992                       | 2.899                       | 4.164                       | 5.354                       | 6.448                       | 7.052                       |

Напомена: Од 1869. до 1910. исказивано под именом Стари. У 1991. повећано за део подручја насеља Каштел Нови, где су и садржани подаци припојеног дела од 1857. до 1961.

### Попис1991.
На попису становништва 1991. године, насељено место Каштел Стари је имало 5.354 становника, следећег националног састава:
| Попис 1991.‍   | Попис 1991.‍  | Попис 1991.‍ | Попис 1991.‍ | Попис 1991.‍ |
| ------------- | ------------ | ----------- | ----------- | ----------- |
|               |              |             |             |             |
| Хрвати        | Хрвати       |             | 4.934       | 92,15%      |
| Срби          | Срби         |             | 133         | 2,48%       |
| Југословени   | Југословени  |             | 40          | 0,74%       |
| Муслимани     | Муслимани    |             | 22          | 0,41%       |
| Албанци       | Албанци      |             | 15          | 0,28%       |
| Словенци      | Словенци     |             | 10          | 0,18%       |
| Чеси          | Чеси         |             | 9           | 0,16%       |
| Црногорци     | Црногорци    |             | 8           | 0,14%       |
| Македонци     | Македонци    |             | 7           | 0,13%       |
| Мађари        | Мађари       |             | 5           | 0,09%       |
| Словаци       | Словаци      |             | 4           | 0,07%       |
| Руси          | Руси         |             | 3           | 0,05%       |
| Немци         | Немци        |             | 2           | 0,03%       |
| Италијани     | Италијани    |             | 1           | 0,01%       |
| Пољаци        | Пољаци       |             | 1           | 0,01%       |
| остали        | остали       |             | 4           | 0,07%       |
| неопредељени  | неопредељени |             | 53          | 0,98%       |
| регион. опр.  | регион. опр. |             | 7           | 0,13%       |
| непознато     | непознато    |             | 96          | 1,79%       |
| укупно: 5.354 |              |             |             |             |